# Donja Kamenica (Zvornik)
Pour l’article homonyme, voir Donja Kamenica.
Donja Kamenica (en serbe cyrillique : Доња Каменица) est un village de Bosnie-Herzégovine. Il est situé dans la municipalité de Zvornik et dans la république serbe de Bosnie. Selon les premiers résultats du recensement bosnien de 2013, il compte 1 180 habitants.
Le village est également connu sous le nom de Kamenica Donja

## Démographie

### Évolution historique de la population dans la localité
| 1948 | 1953 | 1961 | 1971  | 1981  | 1991   | 2013  |
| ---- | ---- | ---- | ----- | ----- | ------ | ----- |
| 524  | 763  | 997  | 1 033 | 1 262 | 1 391, | 1 180 |

|  |

### Communauté locale
En 1991, la communauté locale de Kamenica Donja comptait 2 651 habitants, répartis de la manière suivante :